# Theridion beebei
Theridion beebei är en spindelart som beskrevs av Claude Lévi 1963. Theridion beebei ingår i släktet Theridion och familjen klotspindlar.
Artens utbredningsområde är Venezuela. Inga underarter finns listade i Catalogue of Life.